# Koolhoven F.K.47
Il Koolhoven F.K.47 fu un aeroplano monomotore da turismo biplano sviluppato dall'azienda aeronautica olandese Koolhoven negli anni trenta del XX secolo, e rimasto alla stadio di prototipo.

## Storia del progetto
L'FK47 fu specificamente costruito dalla Koolhoven, su progetto dell'ingegnere Frederick Koolhoven, dietro richiesta dell'aviatore H.L. Jonker Roelants di Schiedam, come aereo sportivo e volò per la prima volta nel giugno del 1933. Questo esemplare aveva molti punti in comune con la versione di preserie del precedente aereo da addestramento Koolhoven F.K.46, che avrebbe volato per la prima volta quattro mesi dopo.

## Descrizione tecnica
Aereo da turismo, biplano, monomotore, biposto, di costruzione mista in legno e metallo. La configurazione alare biplana prevedeva due piani alari di uguale apertura, con ali dotate di corda costante e angolo di calettamento positivo, collegate tra loro con quattro coppie di montanti a N, rinforzati da cavi d'acciaio. L'ala superiore montata alta a parasole aveva un taglio arrotondato sul bordo posteriore al fine di consentire una migliore visibilità verso l'alto da parte del pilota, mentre quella inferiore si trovava bassa sulla fusoliera. Quest'ultima era costruita in tubi d'acciaio rivestiti in tela. L'impennaggio di coda era del tipo classico monoderiva, dotato di piani orizzontali controventati.
Il carrello d'atterraggio era un triciclo classico a V, fisso, dotato anteriormente di gambe di forza ammortizzate ed integrato posteriormente da un pattino d'appoggio.
L'aereo era biposto, dotato di una cabina di pilotaggio aperta, e posti in tandem, destinati all'allievo pilota e all'istruttore/passeggero.
La propulsione era affidata ad un motore in linea de Havilland Gipsy Major, a 4 cilindri invertiti  raffreddati ad aria, erogante la potenza di 130 hp (97 kW) ed azionante un'elica bipala.

## Impiego operativo
Con l'F.K.47, matricola PH-EJR, il pilota Roelants effettuò voli in gran parte dell'Europa. Un primo viaggio nelle Dolomiti, compiuto nel luglio del 1933, si concluse prematuramente in Germania a causa di un guasto al motore. Tre anni dopo il pilota volò da Rotterdam a Parigi ma, a causa di un nuovo guasto dovette effettuare un atterraggio di emergenza su un campo d'aviazione della Renania, che era appena stata rioccupata militarmente dalla Germania nazista. Pilota e passeggero vennero messi in stato di fermo, e l'aereo sequestrato. Dopo un duro interrogatorio il pilota e il passeggero vennero riaccompagnati al confine sotto stretta sorveglianza militare, mentre l'aereo venne riconsegnato al proprietario qualche giorno dopo. Roelants continuò ad utilizzarlo fino al 1939, quando andò perso in un incidente.